# 洪榜
洪榜（1745年—1780年），字汝登，一字初堂。安徽歙县人。
十五歲补邑庠生。以孝友著称。乾隆乙酉拔贡。洪榜與戴震、金榜有交谊，“生平学问之道，服膺戴氏”。戴震的代表作《孟子字义疏证》，“当时读者不能通其义”，但洪榜卻有卓識地說：“戴氏之学，有功于《六经》孔孟之言甚大，使后之学者，无驰心于高妙，而明察于人伦庶物之间，必自戴氏始也。”。戴震去世，洪榜為其作行状。乾隆二十三年戊子举人，乾隆四十一年，丙申應天津召试，授内阁中书。著有《初堂遗稿》。洪榜弟洪梧是進士出身。